# Brevhemmelighed
Hvis post sendes til en fysisk person eller adresseres personligt til en medarbejder ved en juridisk person, er det et brud på brevhemmeligheden, hvis andre åbner posten uberettiget. Det gælder eksempelvis hvis en kæreste, bror eller ægtefælle åbner brevet for at finde oplysninger om personen. Forbrydelsen er fuldbyrdet i det øjeblik, posten bliver åbnet.

## Brevhemmelighed i Danmark
Den danske Grundlov angiver i paragraf 72, at der ikke må ske brud på "post-, telegraf- og telefonhemmeligheden" uden en retskendelse, eller hvor en lov giver en "særegen undtagelse".
Hullet med den særegne undtagelse er udnyttet i Forsvarslovens paragraf 17, hvor forsvarsministeren uden retskendelse kan træffe foranstaltninger, der sætter brevhemmeligheden ud af kraft "under krig eller andre ekstraordinære forhold".
Der er ingen nærmere forklaring på hvornår der er tale om disse forhold, og det har været uklart, om den såkaldte "krig mod terror" og Krigen i Afghanistan gør, at forsvarsministeren kan træffe foranstaltninger med baggrund i paragraf 17. Forsvarsministeriet har i et notat fra 2009 oplyst, at ministeriet ikke opfatter Krigen i Afghanistan som en krig i paragraf 17's forstand, men som en "ikke-international væbnet konflikt", og at bekymringer om paragraf-17 aflytninger er "helt ubegrundet".
CEPOS har vurderet, at paragraf 17 er i strid med den Europæiske Menneskerettighedskonvention.
Brevhemmeligheden er også specificeret i Straffelovens § 263, stk. 1:
§ 263.  Stk. 1 – Med bøde eller fængsel indtil 6 måneder straffes den, som uberettiget bryder eller unddrager nogen et brev, telegram eller anden lukket meddelelse eller optegnelse eller gør sig bekendt med indholdet. 
Der gælder dog en række formildende omstændigheder, f.eks. hvis brevet åbnes ved en fejl, eller modtageren er bevidstløs eller død. Hvis et brev åbnes ved en fejl, skal man straks stoppe læsningen, når man bliver klar over fejlen.

### Post Danmark
Forsendelser fra udlandet er forsynet med en tolddeklaration, der deklarerer indholdet og giver Post Danmark ret til at åbne forsendelsen og kontrollere rigtigheden af deklarationen. Er forsendelsen ikke forsynet med en tolddeklaration, kan Post Danmark lægge forsendelsen på lager, og indhente yderligere oplysninger fra modtageren.

### Arbejdsgivere
Fysiske breve sendt til en virksomhed, markeret med f.eks. "Att:" betragtes som breve til virksomheden, og andre kan derfor åbne disse. Man skal dog stoppe læsningen, hvis indholdet viser sig at være privat.
Elektronisk post kan iflg. Datatilsynet gemmes og gennemgås, hvis medarbejderen "på forhånd på en klar og utvetydig måde [er] informeret om sikkerhedskopieringen og den eventuelle gennemgang af den enkelte medarbejders e-post".